# Åkerbo församling
Åkerbo församling är en församling inom Svenska kyrkan i Linköpings stift. Församlingen utgör ett eget pastorat och ligger i Linköpings kommun.
I församlingen ligger tätorterna Linghem, Ekängen, Askeby, Gistad och Bankekind samt en mindre del av Linköpings tätort.

## Administrativ historik
Församlingen bildades 2009 genom en sammanslagning av tio församlingar i den östra delen av Linköpings kommun: Törnevalla, Östra Hargs, Rystads, Östra Skrukeby, Lillkyrka, Örtomta, Askeby, Vårdsbergs, Bankekinds och Gistads församlingar. Namnet Åkerbo har man ytterst tagit efter Åkerbo härad, men de hade också sedan 2006 ett gemensamt pastorat med det namnet.

## Kyrkobyggnader
- Askeby kyrka
- Bankekinds kyrka
- Gistads kyrka
- Lillkyrka kyrka
- Rystads kyrka
- S:t Martins kyrka
- Törnevalla kyrka
- Vårdsbergs kyrka
- Örtomta kyrka
- Östra Hargs kyrka
- Östra Skrukeby kyrka

## Kyrkoherdar
| Verksam   | Namn            | Levnadstid | Övrigt |
| --------- | --------------- | ---------- | ------ |
| 2009-2013 | Fredrik Lennman | 1955–      |        |
| 2013-     | Ulf Hjertman    | 1958–      |        |

## Bilder

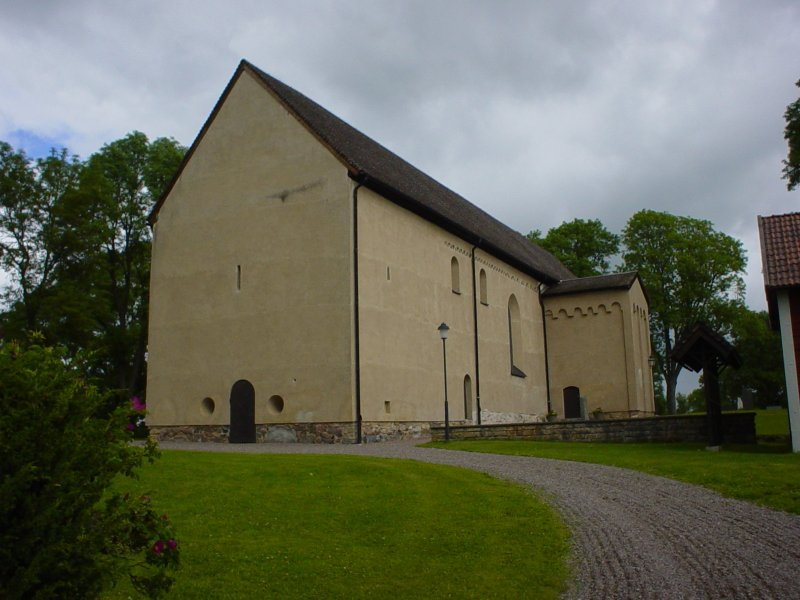
Askeby kyrka
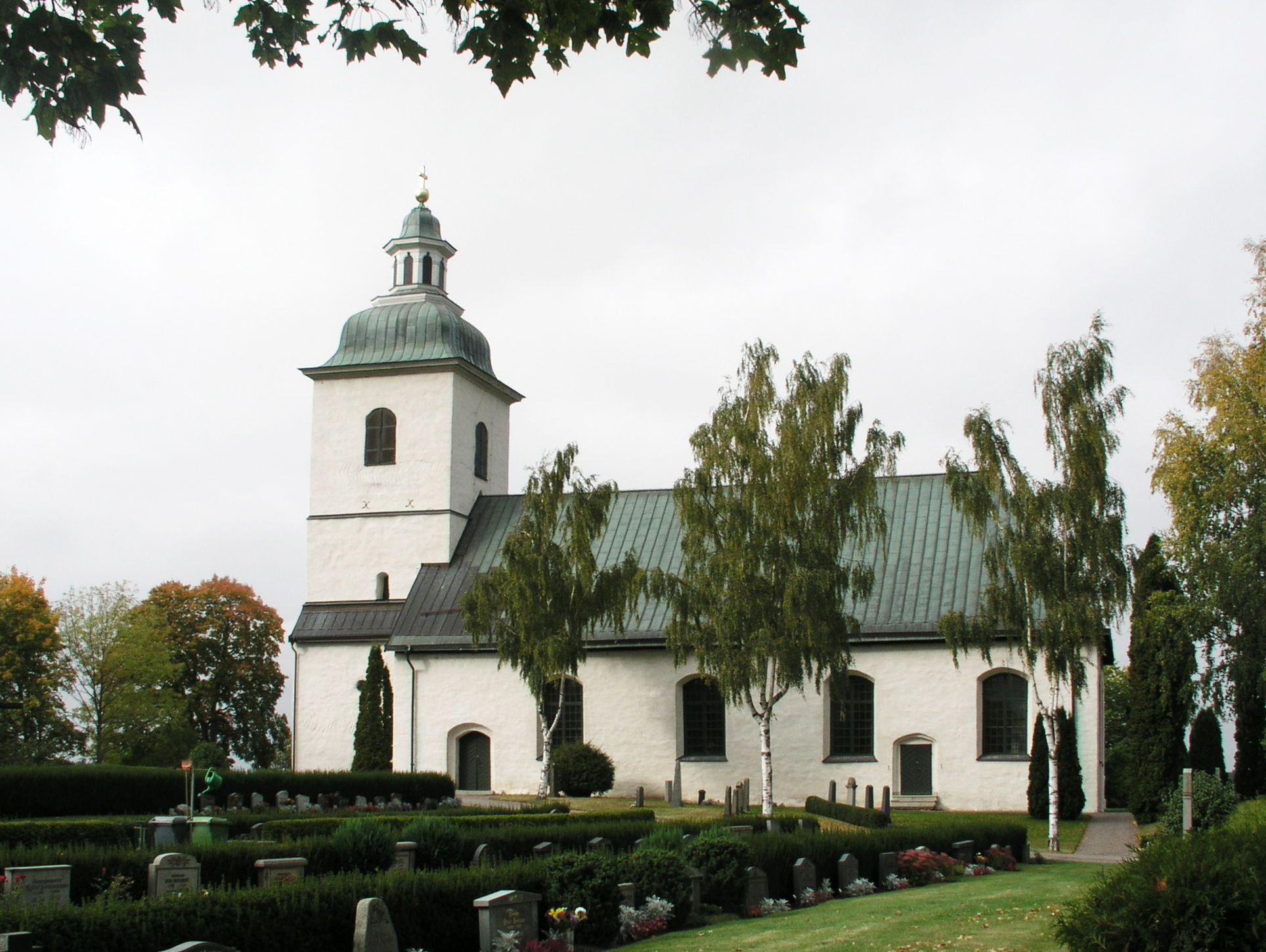
Bankekinds kyrka
Gistad församlings vapen
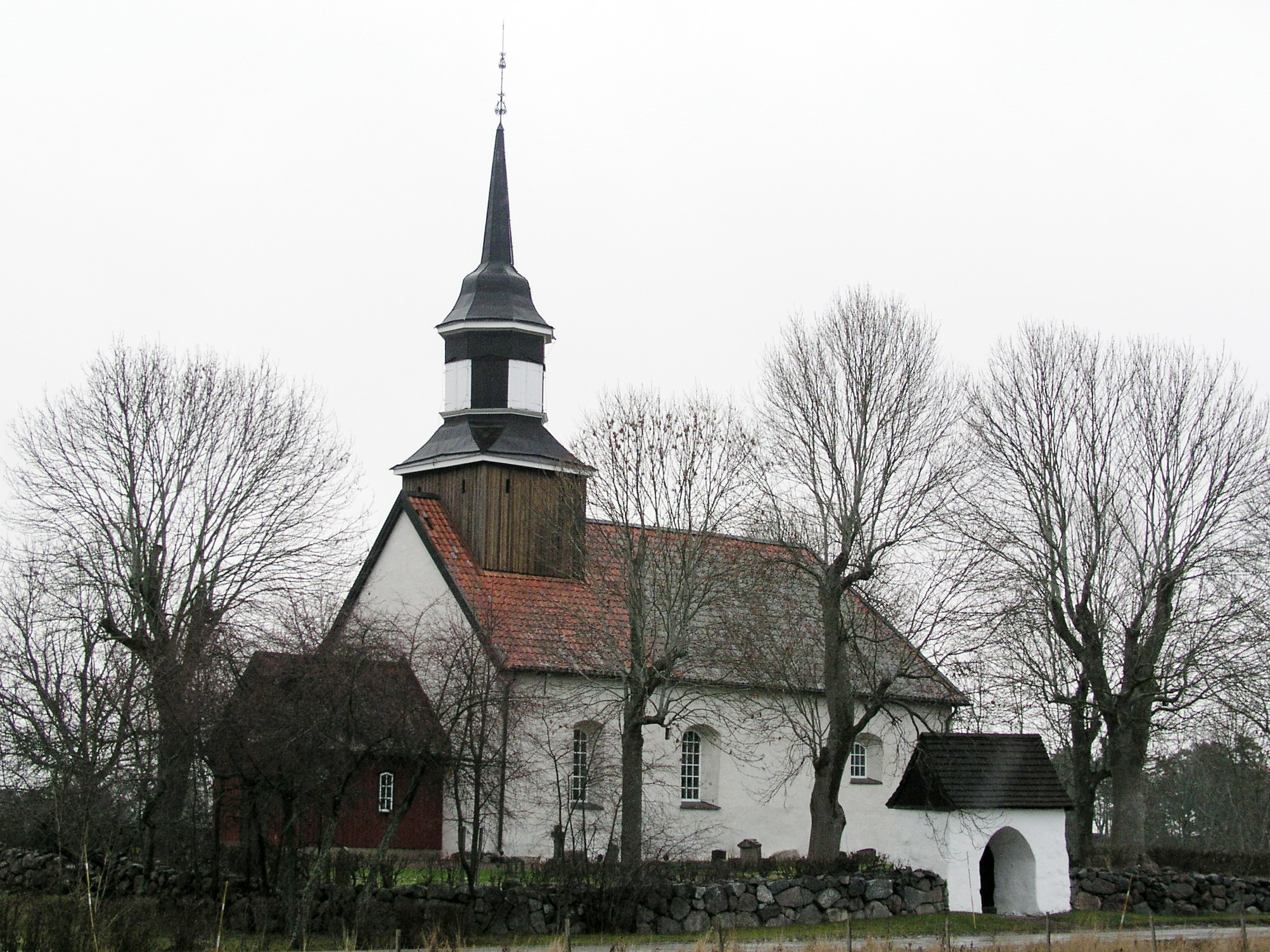
Lillkyrka kyrka
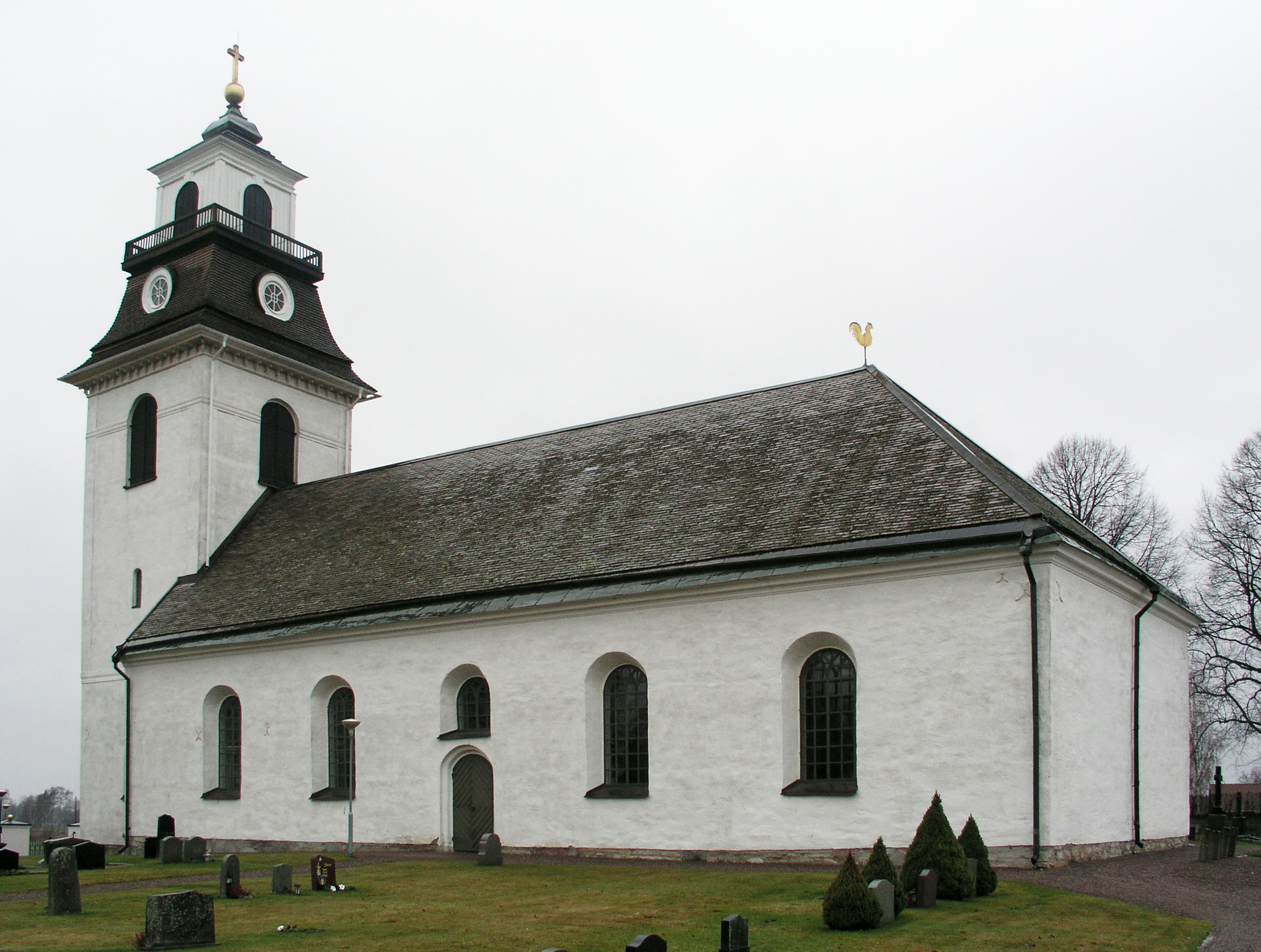
Rystads kyrka
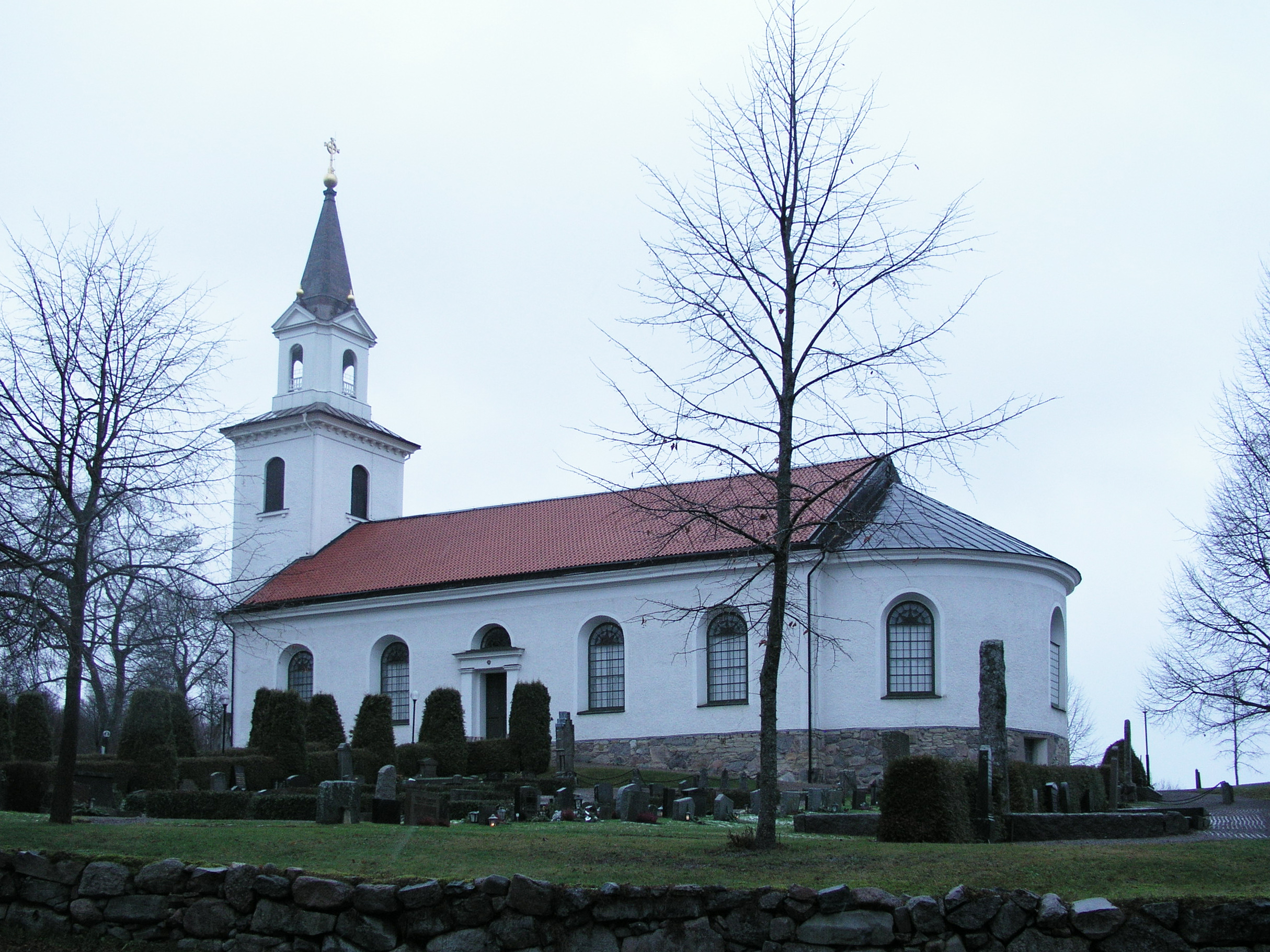
Törnevalla kyrka
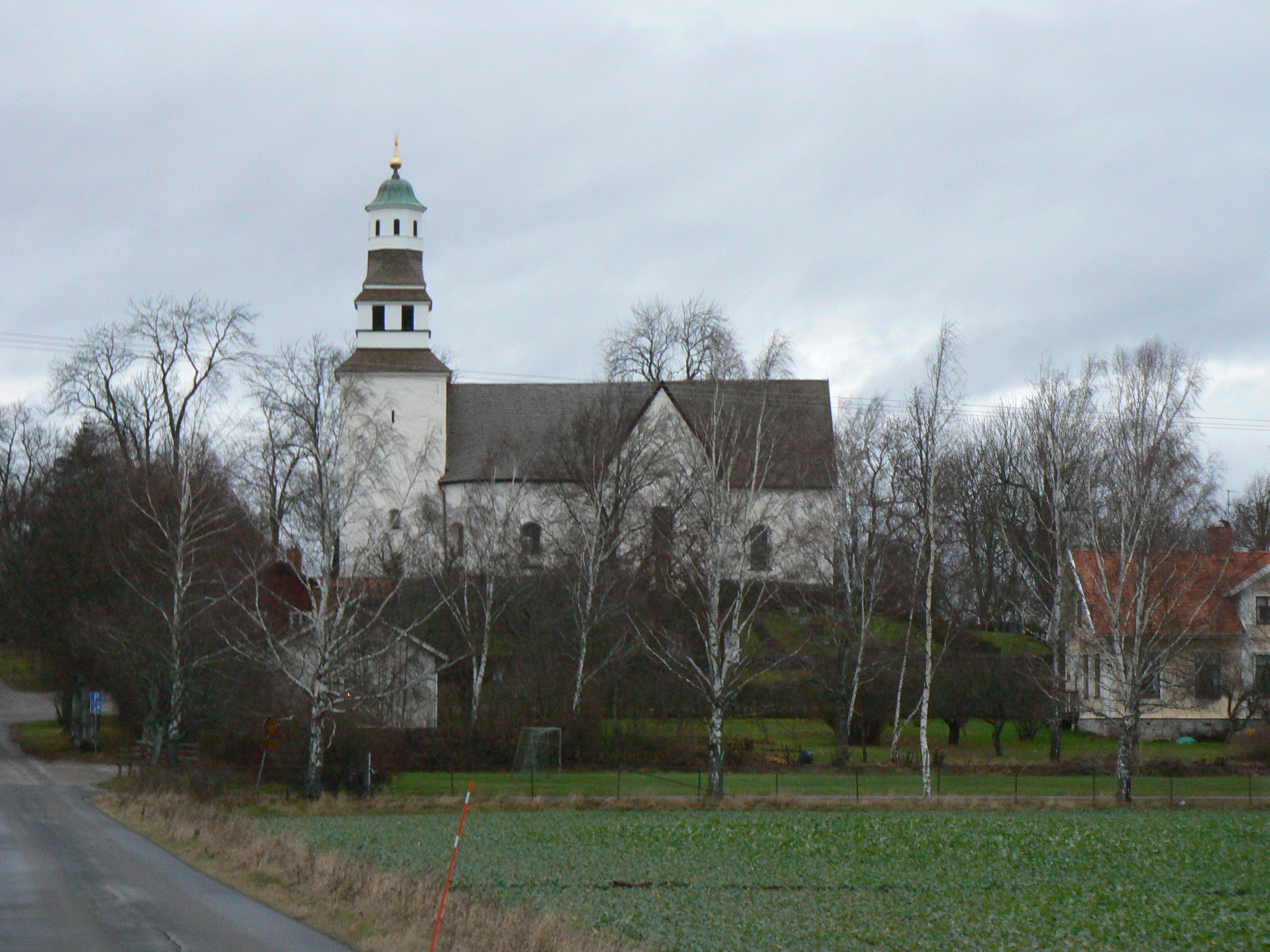
Vårdsbergs kyrka
Örtomta församlings vapen
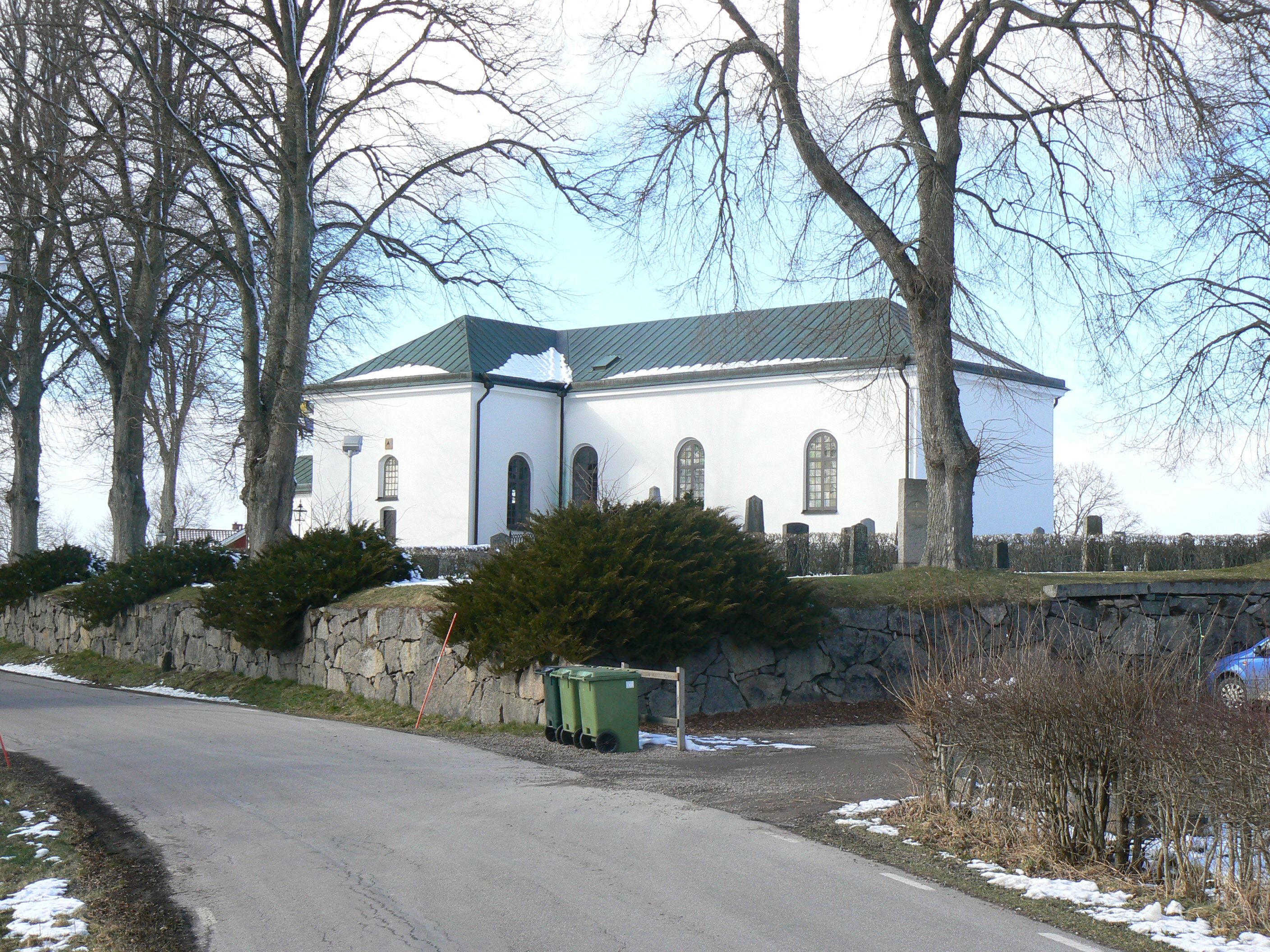
Örtomta kyrka
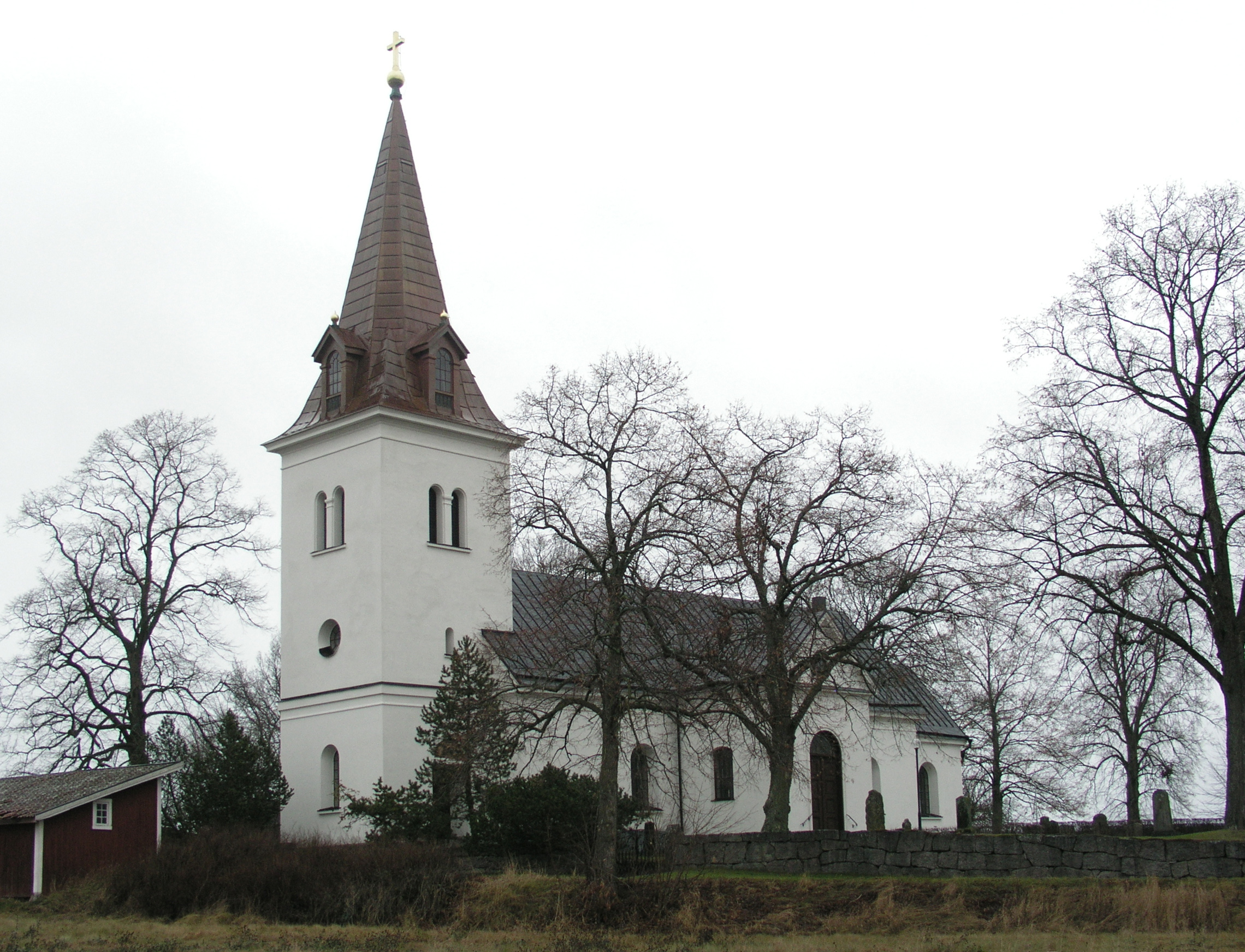
Östra Hargs kyrka
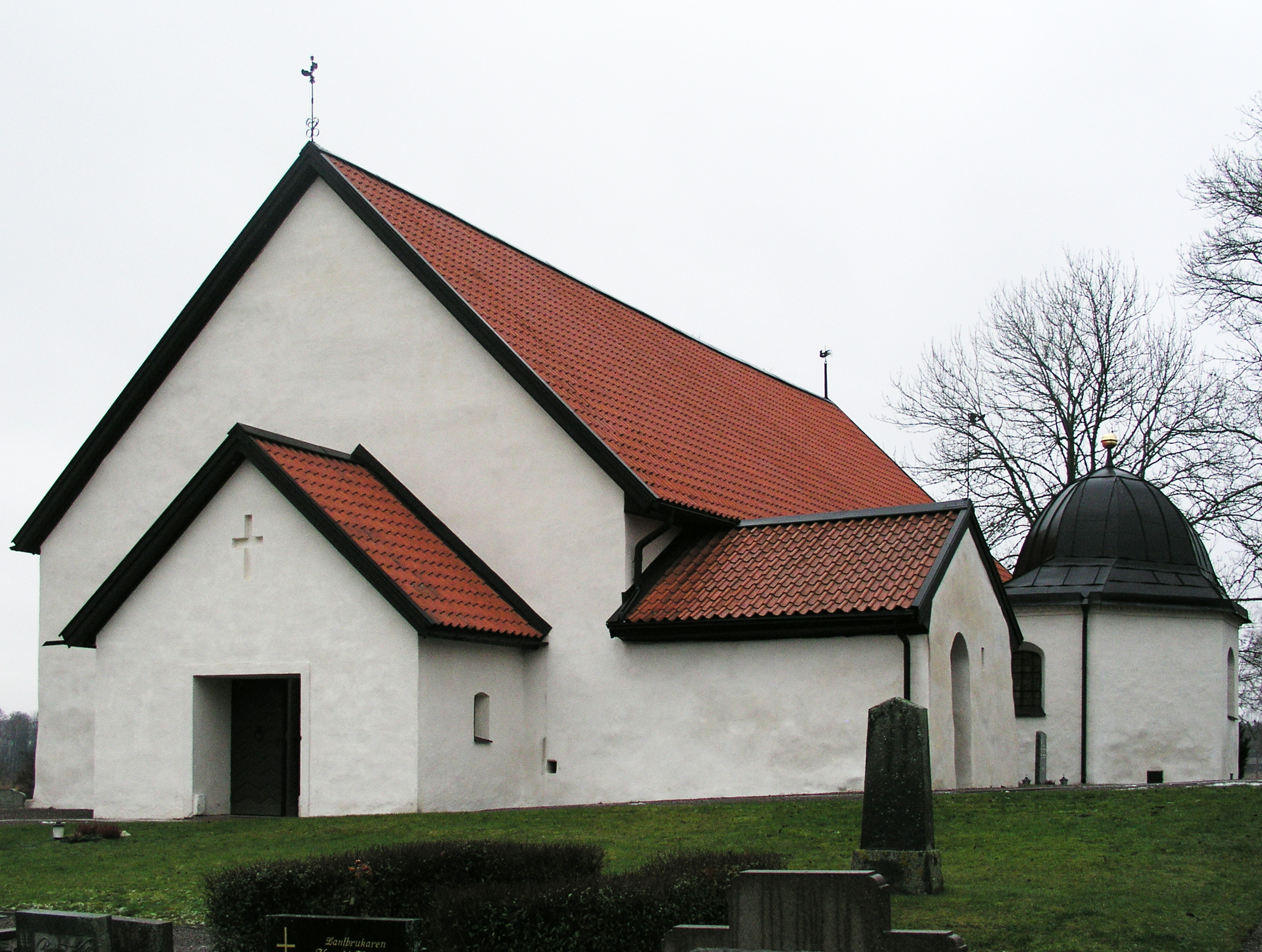
Östra Skrukeby kyrka